# 翹英教育
翹英教育（英語：Brilliant Education）為香港一間連鎖式補習學校。

## 歷史
翹英教育於1996年創辦，分校包括康怡、柴灣、筲箕灣、何文田及小西灣。
2023年7月29日，在各校貼出結業告示，稱已「完成歷史任務」。
2023年7月31日，《香港政府新聞網》 表示政府高度關注學校結業，教育局、海關和消費者委員會正跟進。
2023年8月5日，翹英教育發通知指，康怡分校已全面復課，至於何文田、柴灣、小西灣及筲箕灣分校亦會在簡單整修後陸續復課，不過暫時未有確切時間。

## 管理層
- 校長：彭芷彤[8]

## 外部連結
- 翹英教育的Facebook專頁